# Endolit
Az endolit egy olyan organizmus (archea, baktérium, gomba, zuzmó, alga vagy amőba), amely kövek, korallok és állatok házának belsejében vagy pórusokban a kőzet ásványszemcséi között él. Sokuk extremofil. Ezek különösen érdekesek a asztrobiológusok számára, akik elmélete szerint a Marson és más bolygókon található endolitkörnyezetek potenciális menedéket jelentenek a földönkívüli mikrobiális közösségek számára. 

## Aldefiníciók
Az "endolit" kifejezést, amely megfogalmazza azt az organizmust amely kolonizálja bármely kőzet belsejét, további három alcsoportra bontották: 
Chasmoendolit
kolonizálja a repedéseket és töréseket a kőben. (Chasm = hasított)
Cryptoendolit
kolonizálja a porózus kőzetek szerkezeti üregeit, beleértve az euendolitok által előállított és felszabadított tereket is. (crypto = rejtett)
Euendolit
aktívan behatol a sziklák belsejébe, és alagutakat képez, amelyek megfelelnek testének formájához, kőzetfúró organizmus alakjához (eu = igaz)

## Környezet
Az endolitokat 3 kilométer mélyen fedezték fel (de hogy ez-e a végső határuk, azt nem tudjuk, hiszen az ásás ilyen mélységekre túl nagy árat követelne).  Úgy tűnik, hogy túlélésük legfőbb veszélyét nem az ilyen mélységű nyomás, hanem a megnövekedett hőmérséklet okozza. A hipertermofil organizmusokból ítélve a hőmérsékleti határ körülbelül 120 °C (a 121. törzs 121 °C-on is szaporodhat), amely a lehetséges mélységet 4-4,5 km-re korlátozza a kontinentális kéreg alatt, és 7 vagy 7,5 km-re az óceán feneke alatt. Alacsony páratartalmú (hipolit) és az alacsony hőmérsékletű (pszichrofil) régiók felszíni kőzeteiben is találtak endolitorganizmusokat, ideértve az Antarktisz, az Alpok és a Sziklás-hegység száraz völgyeit és permafrosztját. 

## Túlélés
Az endolitok vassal, káliummal és kénnel táplálkoznak, néha szénnel is. (Lásd litotróf.) Azt, hogy ezeket közvetlenül a környező kőzetből metabolizálják-e, vagy inkább savat választanak ki, hogy először feloldják, még felfedezésre vár. Az Ocean Drilling Program mikroszkópos nyomokat talált az atlanti, indiai és csendes-óceáni bazaltból, amelyek DNS-t tartalmaznak.  Fotoszintetizáló endolitokat is felfedeztek.
Mivel a víz és a tápanyagok meglehetősen ritkák az endolit környezetében, nagyon lassú a szaporodási ciklusuk. A korai adatok szerint egyesek csak százévente végeznek sejtosztódást. 2013 augusztusában a kutatók arról számoltak be, hogy az óceán fenekén található, több millió éves endolitok csak 10 000 évente szaporodnak. Energiájuk nagy részét a kozmikus sugarak vagy a racemizáció okozta sejtkárosodások kijavítására fordítják, és nagyon kevés áll rendelkezésre szaporodáshoz vagy növekedéshez. Úgy gondolják, hogy ilyen módon hosszú jégkorszakat időznek át, és akkor bukkannak elő ismét, mikor a térségben a hőmérséklet növekszik.

## SLiME (Magyarosan FALiMÖ)
Mivel az endolitok többsége autotróf, szervetlen anyagokból önmagukban képesek túlélésükhöz nélkülözhetetlen szerves vegyületeket előállítani. Néhány endolit specializálódott autotróf rokonaik táplálására. A mikro-biotópot, ahol ezek a különböző endolitfajok együtt élnek, felszín alatti litoautotróf mikrobiális ökoszisztémának (FALiMÖ) nevezték el.

## Endolitikus gombák és algák a tengeri ökoszisztémákban
Csak korlátozott kutatások történtek a tengeri endolitikus gombák elterjedésével és sokféleségével kapcsolatban, annak ellenére, hogy valószínű, hogy az endolitgombák fontos szerepet játszhatnak a korallzátonyok egészségében. 
Az endolitgombákat Edouard Bornet és Charles Flahault már 1889-ben felfedezték a héjakban. Ez a két francia fitológus kifejezetten két gomba leírását nyújtotta: Ostracoblabe implexis és Lithopythium gangliiforme. Az endolitgombák felfedezését, például a Dodgella priscus és a Conchyliastrum, Ausztrália tengerparti homokjában is evlégezte George Zembrowski. A korallzátonyokról is tettek megállapításokat, amelyekről kiderült, hogy időnként hasznosak a korallgazdáik számára.
A világméretű korallfehérítés nyomán tanulmányok azt sugallják, hogy a korall csontvázában elhelyezkedő endolitalgák alternatív energiaforrás biztosításával segíthetik a korallfajok túlélését. Noha az endolitgombák szerepe fontos a korallzátonyokban, gyakran figyelmen kívül hagyják, mert sok kutatás a korallfehérítés hatásaira, valamint a Coelenterate és az endoszimbiotikus Symbiodinia kapcsolataira összpontosít.
Az Astrid Gunther által készített tanulmány szerint endolitokat találtak Cozumel szigetén (Mexikó) is. Az ott talált endolitok nemcsak algákat és gombákat, hanem cianobaktériumokat, szivacsokat és sok más mikroborosokat is tartalmaztak.

## Endolitparazitizmus
Az 1990-es évekig a fototróf endolitokat kissé jóindulatúnak gondolták, de azóta bizonyítékok merültek fel arról, hogy a fototróf endolitok (elsősorban cianobaktériumok) a Dél-Afrikában található Perna perna kagylófajok közepes parti populációinak 50–80% -át fertőzték meg. A fototróf endolitok fertőzöttsége halálos és szubletális hatásokat eredményezett, például a kagylóhéjak szilárdságának csökkenését. Noha a fertőzöttebb területeken a kagylók megvastagodása gyorsabb volt, ez nem elég gyors a kagylóhéjak lebomlásának leküzdésére.

## Endolitikus gombák és a kréta dinoszauruszok tömeges kihalása
Kína középső részén található dinoszaurusz-tojáshéjon belül fedeztek fel endolitgombákat. „Tűszerűek, szalagszerűek és selyemszerűek” voltak.
A gomba ritkán kövesedik meg, és megőrzése esetén is nehéz megkülönböztetni az endolithifákat az endolit-cianobaktériumoktól és az algáktól. Az endolitmikrobákat azonban eloszlásuk, ökológiájuk és morfológiájuk alapján meg lehet különböztetni. Egy 2008-as tanulmány szerint a tojáshéjon kialakult endolitikus gombák a peték rendellenes inkubációját eredményezték volna, és hozzájárulhattak e dinoszauruszok tömeges kihalásához. A dinoszaurusz peték megőrzéséhez is vezethetett, beleértve azokat is, amelyek embriókat tartalmaztak.

## Fordítás
- Ez a szócikk részben vagy egészben  az   Endolith című angol Wikipédia-szócikk ezen változatának fordításán alapul.  Az eredeti cikk szerkesztőit annak laptörténete sorolja fel. Ez a jelzés csupán a megfogalmazás eredetét és a szerzői jogokat jelzi, nem szolgál a cikkben szereplő információk forrásmegjelöléseként.

## Kapcsolódó szócikk
- Litofil elemek